# Kleinerkmannsdorf

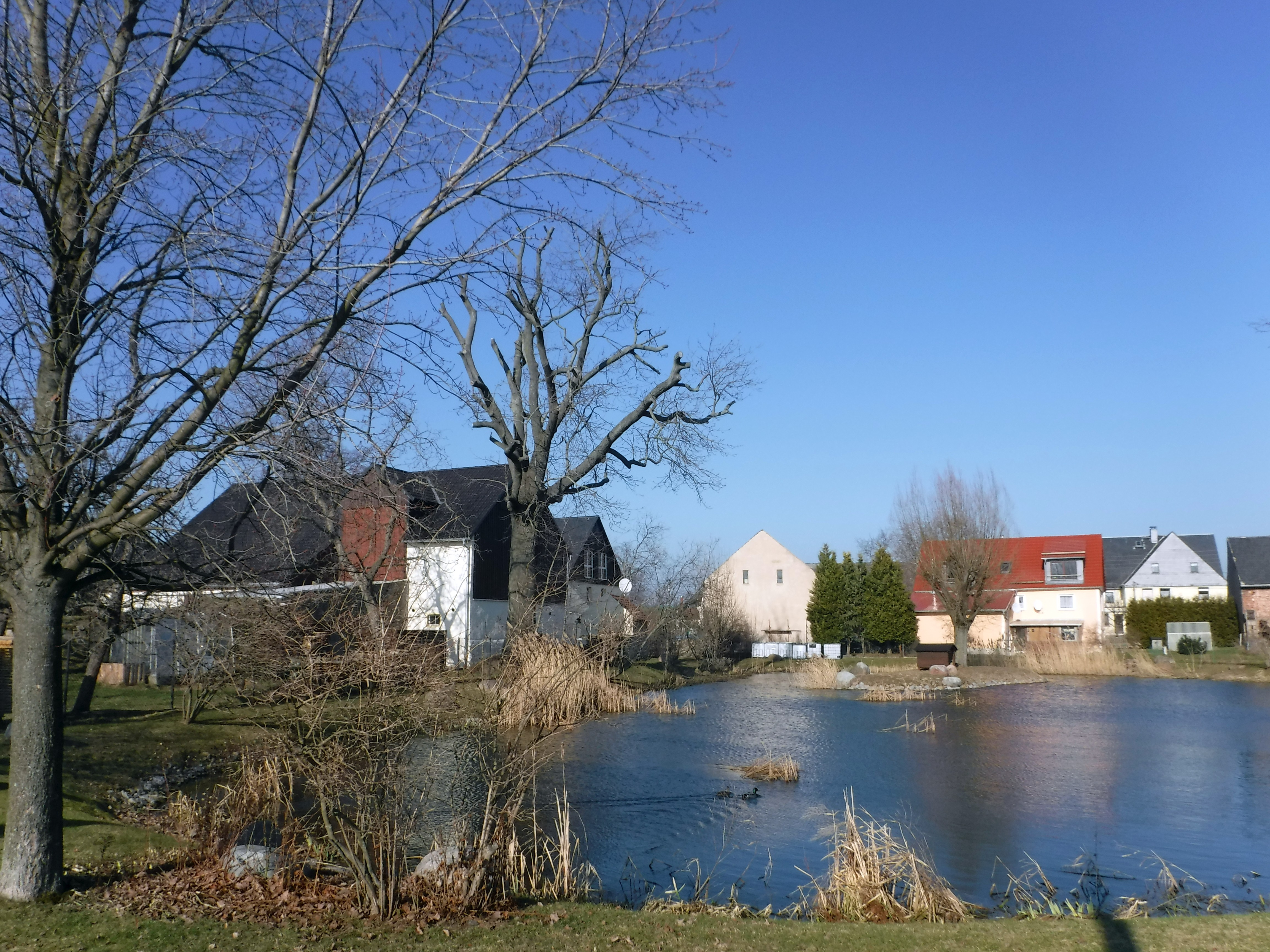
Dorfteich Kleinerkmannsdorf

Kleinerkmannsdorf ist eine Ortslage von Großerkmannsdorf, das 1999 nach Radeberg eingemeindet worden ist. Bis dahin war Kleinerkmannsdorf ein Ortsteil der ehemaligen Gemeinde Großerkmannsdorf.

## Allgemeines
Kleinerkmannsdorf ist ein Platzdorf. Seine Fläche beträgt etwa 68 ha.

## Geschichte

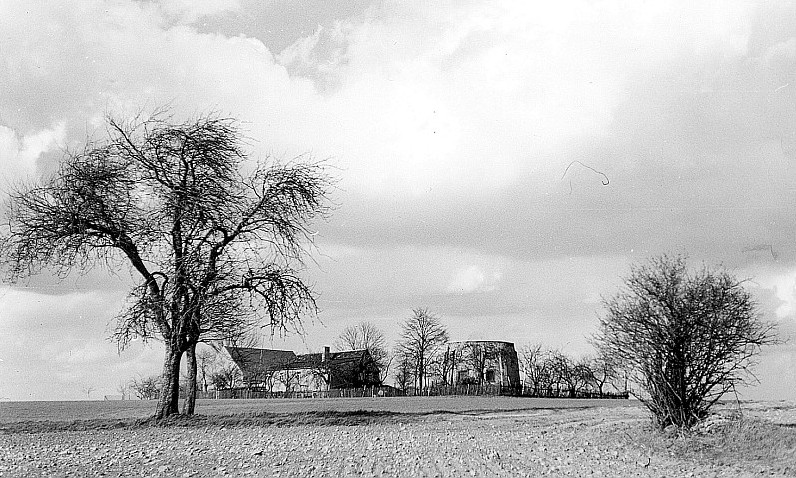
Ehemalige Windmühle zwischen Klein- und Großerkmannsdorf (1973)

Bereits 1404 wurde der Ort im Zinsregister der Kreuzkirche von Dresden erwähnt.
Vor 1551 war Kleinerkmannsdorf ein Vorwerk, welches zu Großerkmannsdorf gehörte. Im Jahr 1521 kam das Vorwerk in den Besitz des St.-Afra-Klosters in Meißen. 1551 wird es erstmals als Clein Erckmisdorf genannt. Zunächst wurde auch die Bezeichnung „das neue Dorf“ verwendet, bis die Bezeichnung Kleinerkmannsdorf üblich wurde.
Bereits im 17. Jahrhundert hat zwischen Groß- und Kleinerkmannsdorf eine Windmühle gestanden. Sie ist heute als Ruine erhalten (Liste der Kulturdenkmale in Radeberg ID.: 09283331).

## Sonstiges
Seit der Instandsetzung des Dorfteiches findet jeden Sommer ein Teichfest statt. Im Herbst werden die Karpfen abgefischt. Der Fisch wird gleich vor Ort verkauft.